# Wake of Death
Wake of Death (no Brasil: Vingança) é um filme de ação de 2004 dirigido por Philippe Martinez, estrelando Jean-Claude Van Damme.